# Tablillas de bambú

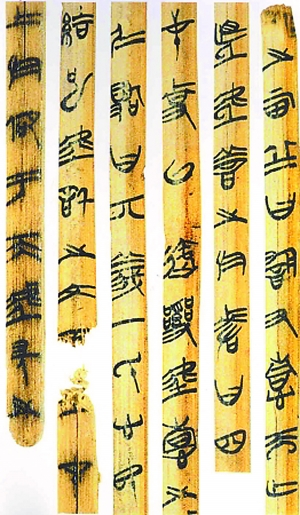
Una muestra de tablillas de bambú del Museo de Shanghái (c. 300 a. C.), con parte de un comentario al Clásico de Poesía

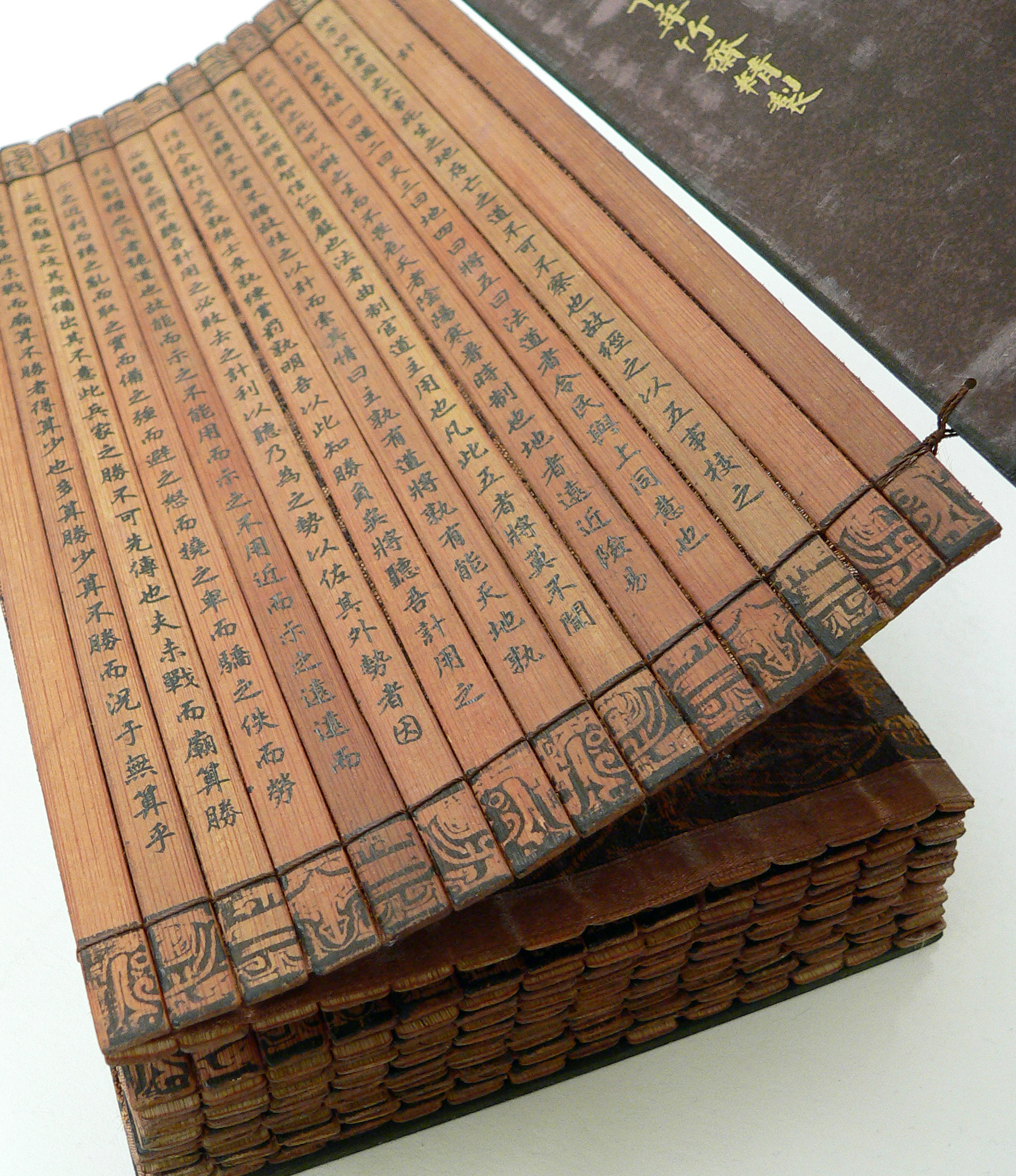
Una edición del del Arte de la guerra hecha en tablillas de bambú

Las tablillas de bambú (chino: 简牍; en chino simplificado, 简牍; pinyin, jiǎndú) son tiras largas y estrechas de bambú que se han afilado y utilizado para escribir en la antigua China. Estas se utilizaron como material de escritura desde la dinastía Shang hasta las dinastías Wei y Jin. Eran el principal material utilizado por los ancestros chinos para registrar textos y documentos antes de la invención del papel, y se encuentra entre los soportes de escritura más antiguos de China.

## Origen
Los ejemplos supervivientes más antiguos de tablillas de bambú datan del siglo V a. C. durante la época de los Reinos combatientes. Sin embargo, referencias en textos anteriores que sobreviven en otros medios indican que precursoras de estas tablillas ya eran empleadas tan temprano como a finales de la dinastía Shang (aproximadamente desde 1250 a. C.). De los documentos excavados y conservados se reconoce que, durante las dinastías Shang y Zhou, las tablillas de bambú ya se utilizaban en todos los ámbitos de la sociedad, y era el principal soporte de documentos, archivos y libros. Se puede decir durante el periodo de los Reinos combatientes, el uso de los listones de bambú estaba muy generalizado. Las tablillas de bambú también eran el material de escritura estándar aún durante la dinastía Han y han sido encontrados ejemplos en abundancia en las tumbas. Posteriormente, la invención del papel por Cai Lun hizo disminuir su uso y para el siglo IV d. C. habían sido ya en gran parte abandonadas como medio común para escribir en China.

## Proceso de producción
Los ancestros escribían palabras, imágenes u otros símbolos específicos en unas tablillas de bambú previamente procesadas. El proceso de producción de las tablillas de bambú consistía en cocer el bambú al vapor y luego tostarlas al fuego para deshidratarlas y evitar futuras deformaciones, hacerlas menos susceptibles a los insectos y facilitar su escritura. Tras la deshidratación, se puede perforar las tablillas y luego ensartarlas para formar un libro, o se pueden dejar sin perforar y atarlas directamente. Las tablillas de bambú se pueden entrelazar con un cordel o una cuerda de cuero de vaca para formar un libro.

## Forma de escritura
Las tiras, largas y estrechas, de bambú habitualmente llevaban una sola columna escrita a tinta y pincel por un lado, con espacio para varias decenas de caracteres chinos antiguos visualmente complejos. Alguna tablilla de bambú se decía que era tan larga como un palillo y tan ancha como dos. Para textos más largos, muchas tablillas eran unidas juntas por cordones formando una especie de libro plegable.
Cada tablilla de bambú tiene un lado amarillo y otro verde, y generalmente se escribe en el lado amarillo (la parte frontal e interna), ya que el lado verde es la parte posterior y hace de capa externa. Esto no significa que siempre sea así, ya que algunas de las tablillas están escritas por ambas caras. La escritura en todas las tablillas antiguas desenterradas estaba escrita con un pincel y tinta negra, no se usaba pintura ni se tallaba con un cuchillo. La mayoría de los pinceles eran duros, por lo que podían escribir caracteres muy pequeños en una tira bastante estrecha. Algunos libros de bambú tenían títulos, tanto el del libro como el de los capítulos. El título del libro solía estar escrito en la cara verde de la primera o de la última tira de bambú, normalmente en el más externo y al final del texto. Los títulos de los capítulos se solían escribir en la cabecera del capítulo.

## Estándar
Las antiguas tablillas de bambú, según los registros anteriores, tenían diferentes especificaciones de longitud según el tipo de libro o documento.

## Colecciones importantes
La costumbre de colocar libros de tablillas en las tumbas reales ha preservado muchos trabajos en su forma original a través de los siglos. Un importante hallazgo temprano fue el Descubrimiento de Jizhong en 279 d. C. en la tumba de un rey de Wei, aunque los originales recuperados se perdieron después. Varios hallazgos importantes empezaron a encontrarse en excavaciones desde finales del siglo XX.
| Colección                                | Provincia      | Encontrado | Periodo                                         |
| ---------------------------------------- | -------------- | ---------- | ----------------------------------------------- |
| Mozuizi (磨嘴子)                         | Gansu          | 1959       | Han Oriental                                    |
| Tablillas Han de Yinqueshan              | Shandong       | 1972       | Han Occidental                                  |
| Textos de bambú Qin de Shuihudi          | Hubei          | 1975       | Qin                                             |
| Shuanggudui                              | Anhui          | 1977       | Han Occidental                                  |
| Textos de bambú Han de Zhangjiashan      | Hubei          | 1983       | Han Occidental                                  |
| Fangmatan                                | Gansu          | 1986       | A finales de los Reinos Combatientes (Qin)      |
| Textos de Guodian                        | Hubei          | 1993       | A mediados de los Reinos Combatientes           |
| Tablillas de bambú del Museo de Shanghái | Hubei          | 1994       | A finales de los Reinos Combatientes            |
| Tablillas de bambú Zoumalou              | Hunan          | 1996       | Tres Reinos (Wu Orientales )                    |
| Yinwan (尹灣)                            | Jiangsu        | 1997       | Han Occidental                                  |
| Tablillas Qin de Liye                    | Hunan          | 2002       | Dinastía Qin                                    |
| Tablillas de bambú Tsinghua              | Hunan o Hubei? | 2008       | A mediados o finales de los Reinos Combatientes |

La colección del Museo de Shanghái fue adquirida en Hong Kong el año después de excavada la tumba de Guodian, y se cree que procede de los saqueos por ladrones de tumbas en la misma área. La colección Tsinghua fue donada por un alumno que la adquirió a través de una subasta, sin indicación de su origen. Las otras proceden de excavaciones arqueológicas legales.

## Importancia e influencia
Las tablillas de bambú son la forma de libro más antigua de la historia de China, el principal instrumento de escritura antes de la invención de papel. las tablillas de bambú fueron el medio de conservación y difusión cultural determinado por los antepasados chinos tras repetidas comparaciones y difíciles elecciones, una importante revolución en la historia de los medios de comunicación. Por primera vez, se liberó la escritura de las altas esferas de la sociedad y avanzó con gran fuerza hacia una sociedad más amplia. Así, la escritura del bambú desempeñó un papel crucial en la difusión de la cultura china, y fue su presencia la que permitió el florecimiento cultural de un centenar de escuelas del pensamiento, así como la transmisión de las ideas y de la cultura de famosos escritores como Confucio y Laozi hasta nuestros días.

## Útiles complementarios
Un elemento utilizado cuando se escribía en las tablillas de bambú era un cuchillo pequeño que se empleaba para raspar la superficie a fin de eliminar equivocaciones y hacer enmiendas. Los cuchillos finamente decorados se convirtieron en un símbolo del cargo para algunos funcionarios indicando su poder para enmendar y cambiar los registros y edictos.